# کائورو وادا
کائورو وادا (انگلیسی: Kaoru Wada؛ زادهٔ ۵ مهٔ ۱۹۶۲) موسیقی‌دان اهل ژاپن است.